# Nesomyrmex punctaticeps
Nesomyrmex punctaticeps (лат.) — вид мелких муравьёв рода Nesomyrmex (Formicidae) из подсемейства Myrmicinae. Название дано по признаку крупноячейстой поверхности головы (лат. punctaticeps).

## Распространение
Мадагаскар.

## Описание
Мелкие муравьи (длина около 2—3 мм) желтого цвета, похожие на представителей рода Leptothorax, обитающие в тропических лесах на высотах 20—770 м. Отличаются от близких видов одноцветной жёлтой окраской всего тела, включая первый тергит брюшка; расстояние между лобными валиками большое (FRS/CS > 0,33); на срединной части лба каждое основание щетинок с крупным углублением-ой ямкой (диаметр 10-15 μm).
Усики 12-члениковые с булавой из 3 сегментов. Жвалы с 5 зубцами. Проподеум округлый, без явных шипиков. Брюшко гладкое и блестящее. Стебелёк между грудкой и брюшком состоит из двух члеников: петиолюса и постпетиолюса (последний четко отделен от брюшка), жало развито.
Вид был впервые описан в 2016 году американскими энтомологами Шандором Чёзем (Sándor Csősz) и Брайеном Фишером (Brian L. Fisher; Entomology, California Academy of Sciences, Сан-Франциско, Калифорния, США) по материалам из Мадагаскара. Включён в видовую группу Nesomyrmex brevicornis, для которой по характерна глубокая мезопроподеальная бороздка и древесный образ жизни.